# 115 a.C.
Il 115 a.C. (CXV a.C. in numeri romani) è un anno  del II secolo a.C.

## Eventi
- Marco Emilio Scauro diventa console

## Nati
- Marco Antonio Cretico, militare romano († 71 a.C.)
- Marco Antonio Gnifone, grammatico romano

## Morti
- Publio Muzio Scevola, politico e giurista romano